# Абэ, Томодзи
Томо́дзи А́бэ (яп. 阿部 知二 Абэ Томодзи, 26 июня 1903 года — 23 апреля 1973 года) — японский писатель, литературный критик, переводчик и общественный деятель.

## Биография
Томодзи Абэ родился в деревне Юногоо (ныне часть города Мимасака) в префектуре Окаяма в семье учителя естествознания, которому из-за работы приходилось с семьёй переезжать в разные деревни и города. Томодзи учился в школах в (префектура Хёго) и в Нагое. В 1921 году ему пришлось пропустить один год из-за болезни лёгких и в это время он начал сочинять танка. В 1923 году его стихи были опубликованы в журнале «Кооюкаи дзасси» (校友会雑誌, рус. Журнал «Ассоциации выпускников»). В тот период он зачитывался танка поэта Симаги Акахико и произведениями Льва Толстого и Антона Чехова.
В 1924 году после окончания школы Абэ поступил на факультет английской литературы Токийского императорского университета. Особенно он интересовался британскими поэтами-романтиками XIX века. Тогда английскую литературу в университете преподавал английский поэт Эдмунд Бланден, который познакомил японских студентов с иным образом мысли и поведения. Абэ увлёкся британским модернизмом и особенно концепцией интеллектуализма, связываемой с именами Томаса Хьюма, Герберта Рида и Томаса Элиота. В 1927 году он окончил университет, защитив диплом на тему об Эдгаре Аллане По.
В 1930 году Абэ женился на Сумико Охама и в период с 1932 по 1944 у них родилось 5 детей: два сына и три дочери. Старший сын Ёсио стал филологом и профессором французской литературы, а младший Нобуо — арт-критиком и главным куратором Художественного музея Бриджстоун в Токио. В мае 1944 года семья Абэ эвакуировалась в Химэдзи, спасаясь от ожидаемых бомбардировок, а сам он остался в столице (в том месяце умер его отец). В июле 1945 года писатель перебрался в Мимосаку и через три месяца после капитуляции Японии воссоединился с семьёй в Химэдзи. В апреле 1950 года он с другими писателями едет в Хиросиму на встречу японского ПЕН-клуба и читает там доклад о «Войне и мире». Абэ интересуется марксизмом, но в атмосфере «холодной войны» вынужден скрывать свои политические взгляды. В конце 1950 года Абэ с семьёй возвращается в Токио, где и проживал до конца жизни.
В 1953 году он выступает в суде в качестве общественного защитника в связи с первомайским инцидентом 1952 года, когда во время демонстрации в последовавших столкновениях между её участниками и полицией с обеих сторон были погибшие и пострадавшие. В марте 1959 года Абэ и Киёси Аоно выпускают письменный протест против пересмотра Договора о совместном сотрудничестве и гарантиях безопасности между США и Японией. Писатель был страстным критиком войны во Вьетнаме. В марте 1968 года он уволился из университета Мэйдзи и вместе с учёным Минору Ода призвал к общенациональному движению против этой войны. В 1969, путешествуя с женой по Европе, Абэ посетил Эдмонда Бландена — своего университетского преподавателя.
В ноябре 1971 года у него диагностировали рак пищевода и положили в больницу. 23 апреля 1973 года он умер, оставив неоконченным роман «Пленный», который он надиктовывал в последний год жизни (опубликован посмертно).

## Творчество
Томодзи Абэ начал писательскую карьеру как модернист. В ноябре 1925 года, ещё учась в университете, он предложил свою дебютную работы (эссе «Метаплазия» и «Дух очищения») в журнал литературного факультета «Сюмон» (朱門, рус. Красные ворота), познакомившись с его редактором — писателем Сэйити Фунахаси. В 1926—1929 году Абэ публиковал свои сочинения в новоиспечённых модернистских журналах «Аодзора», «Бунгэй Тоси» и «Сито-си рон».
Профессиональным дебютом писателя стал рассказ «Японо-германские спортивные игры» (яп. 日独対抗競技 Нити-доку тайко кё:ги), появившийся в 1930 году в январском номере литературного журнала «Синтё» и тепло принятые движением «Синкё гэидзюцу» (新興芸術, рус. Современное  искусство). В том же году Абэ написал несколько рассказов в модернистском стиле, которые с рядом эссе вышли отдельной книгой.
Последней модернистской работой писателя стал роман «Зимнее убежище» (1936), имевший большой успех и ставший фундаментом для его послевоенных произведений, которые приобрели гуманистический и социально-критический характер. Роман «Белый обелиск» отражает антивоенные взгляды писателя и высказывается против засилья монополий. Абэ был убеждён, что литература и писатели должны быть полезны обществу и стимулировать его прогресс, и помимо беллетристики он написал большое количество эссе и теоретических трудов, в которых выражал свои идеи.
Томодзи Абэ также был плодовит на ниве литературного перевода, главным образом английской и американской литературы.
В 1966 году в московском издательстве «Прогресс» вышел русский перевод романа Томодзи Абэ «Белый обелиск» (перевод и предисловие В. Логуновой).

### Романы и повести
- Снежное убежище (яп. 冬の宿 Фую-но ядо) (1936)
- Пекин (яп. 北京 Пэкин) (1938)
- Тень (яп. 影 Кагэ) (1939)
- Городок (яп. 街 Мати) (1939)
- Вьюга (яп. 風雪 Фу:сэцу) (1939)
- Свет и тень (яп. 光と影 Хикари-то кагэ) (1939)
- Зелёный халат (яп. 緑衣 Рёкуи) (1946)
- Цветок смерти (яп. 死の花 Си-но хана) (1946)
- Весенняя ночь (яп. 朧夜 Обороё) (1949)
- Чёрная тень (яп. 黒い影 Курои кагэ) (1949)
- Фальшивый сад (яп. 人工庭園 Дзинко: тэйэн) (1953)
- Окна на солнце и луну (яп. 日月の窓 Дзицугэцу-но мадо) (1955)
- Белый обелиск (яп. 白い塔 Сирои то:) (1963, рус. пер. 1966)
- Пленный (яп. 捕囚 Хосу:) (1973, неокончен, опубл. посмертно)

### Переводы
- «Как вам это понравится» — комедия У. Шекспира (1939)
- «Моби Дик» Германа Мелвилла (1940—1954)
- «Робинзон Крузо» Даниэля Дефо (1952)
- «Зелёная дорога» Агнес Смедли (1955)
- «Джейн Эйр» Шарлотты Бронте (1955)
- «Грозовой перевал» Эмили Бронте (1955)
- «Зов предков» Джека Лондона (1955)
- «Приключения Тома Сойера» Марка Твена (1959)
- «Книга джунглей» Редьярд Киплинг (1961)
- «Луна и грош» Уильяма Сомерсета Моэма (1961)
- «Остров сокровищ» Роберта Стивенсона (1963)
- «Гордость и предубеждение» Джейн Остин (1963)

Также перевёл серию произведений Артура Конан Дойля о Шерлоке Холмсе.

## Экранизации
- 1938 — Зимнее убежище (яп. 冬の宿 Фую-но ядо)[3]
- 1954 — Сад женщин (яп. 女の園 Онна-но соно)[4] (по роману «Фальшивый сад»)